# Yuli (köping)
Yuli (kinesiska: 于里镇, 于里) är en köping i Kina. Den ligger i provinsen Shandong, i den östra delen av landet, omkring 200 kilometer sydost om provinshuvudstaden Jinan. Antalet invånare är 38679. Befolkningen består av 19 323 kvinnor och 19 356 män. Barn under 15 år utgör 14,0 %, vuxna 15-64 år 72 %, och äldre över 65 år 13,0 %.
Genomsnittlig årsnederbörd är 958 millimeter. Den regnigaste månaden är juli, med i genomsnitt 307 mm nederbörd, och den torraste är januari, med 10 mm nederbörd.